# The Chaser APEC pranks
The Chaser APEC praks fue una serie de "sketches" cómicos dirigidos a la Cumbre de Líderes de Cooperación Económica Asia-Pacífico (APEC) que se llevó a cabo en Sídney entre el 2 y 9 de septiembre de 2007. Fueron coordinados e interpretados por el grupo satírico australiano The Chaser para la serie de televisión The Chaser's War on Everything. La broma que tuvo mayor repercusión fue la violación de una zona restringida de APEC en el corazón del distrito central de negocios de Sídney el 6 de septiembre. Julian Morrow dirigió una falsa caravana de dignatarios canadienses, que pudo pasar a través de la zona restringida por la policía y no se detectó hasta que Chas Licciardello se bajó, vestido como Osama bin Laden . 
Aunque las bromas que involucraban lugares públicos, figuras públicas y organizaciones siempre fueron una característica de la serie, las bromas durante la conferencia APEC le trajeron publicidad local e internacional sin precedentes, tanto positiva como negativa. Algunos miembros del equipo enfrentaron cargos por violar la zona APEC, pero estos fueron retirados porque la policía había permitido su entrada en la zona restringida. Otras bromas menos controvertidas y  con menor repercusión también se mostraron en The Chaser's War on Everything, que tuvo un índice de audiencia de casi tres millones de espectadores australianos para el episodio final de APEC. 

## Antecedentes

### APEC
APEC Australia 2007 fue una serie de reuniones políticas entre representantes de los 21 gobiernos miembros del Foro de Cooperación Económica Asia-Pacífico. Estas culminaron en una reunión cumbre que duró una semana: la Semana de los Líderes, del 2 al 9 de septiembre, cuando los líderes de los países miembros se reunieron en Sydney. La importancia de la cumbre de APEC exigió disposiciones de seguridad estrictas y costosas por parte de los organizadores. El Centro de Coordinación de Seguridad Protectora, parte del Grupo de Seguridad Nacional y Justicia Penal del Departamento del Fiscal General de Australia, supervisó la planificación de la seguridad a través de la Rama de Seguridad APEC 2007. Esta fue formada expresamente para las reuniones de APEC. Además, para asegurar y monitorear la cumbre, la Fuerza de Policía de Nueva Gales del Sur instituyó el Comando de Seguridad de la Policía de APEC. Muchas carreteras públicas en Sídney fueron cerradas ya que los líderes, funcionarios y personal viajaban en caravanas de autos por el centro de la ciudad. Las cifras publicadas por el gobierno estatal en una audiencia del comité del Senado muestran que las medidas de seguridad en APEC cuestan $170 millones.

### The Chaser
Los miembros fundadores del grupo Chaser fueron Charles Firth, Dominic Knight, Craig Reucassel y Julian Morrow. En 1999 crearon The Chaser, un periódico satírico quincenal. Chas Licciardello, Andrew Hansen y Chris Taylor se unieron más tarde al grupo; y en 2006, después de varios emprendimientos en radio, teatro y televisión, esta formación creó The Chaser's War on Everything, su programa más exitoso, que se proyectó en la estación ABC1 de la Australian Broadcasting Corporation (ABC). En su segunda temporada en 2007, el programa había forjado una reputación de acrobacias estilo emboscada y controversia deliberada.
El grupo había sido advertido sobre los peligros del comportamiento irresponsable durante el cierre de Sídney para la cumbre de APEC. De acuerdo con el ministro de policía de Nueva Gales del Sur, David Campbell, la policía entendió que "la parodia y la sátira son entretenidas y divertidas", pero The Chaser debía comprender la "seriedad de este asunto [APEC] y tener cuidado".  Una declaración policial posterior reiteró que los productores de The Chaser's War on Everything habían sido advertidos sobre las "ramificaciones de las acrobacias durante APEC".  
The Chaser no se inmutó ante las advertencias de la policía. Antes de la cumbre, Julian Morrow comentó en la radio que "los ojos del mundo y los ojos de Al-Qaeda están sobre nosotros". Morrow insinuó que su desafío era realizar un truco que "haría que Osama bin Laden se sintiera un poco incompetente".  

## Infracción en la zona restringida de APEC
El 6 de septiembre de 2007, ocho miembros del equipo (incluidos cinco corredores vestidos como guardaespaldas y tres chóferes contratados) se presentaron como una falsa caravana de representantes canadienses. Esta constaba de dos motocicletas, dos vehículos negros con tracción en las cuatro ruedas y un sedán negro. El grupo, que incluía a Chas Licciardello disfrazado de Osama bin Laden y Julian Morrow, condujo la caravana por el distrito comercial central de Sídney e infringió la zona de seguridad de APEC. La premisa de la broma fue que Bin Laden debería haber sido invitado a la cumbre para discutir la Guerra contra el Terror en tanto líder mundial. Otro motivo fue probar la seguridad del evento. La broma fue aprobado por los abogados de ABC, quienes supusieron que la caravana que se les negaría la entrada al ser detenidos en el primer punto de control de seguridad.
En el siguiente episodio de The Chaser's War on Everything, el equipo enfatizó que el único intento realista de disfrazar los vehículos había sido el uso de una bandera canadiense. Más tarde, Taylor dijo que "no hubo una razón particular por la que eligímos Canadá, simplemente pensamos que sería un país al que los policías no examinarían demasiado de cerca y que era posible que solo tuviera tres autos en su caravana, en lugar de los 20 que Bush ha traído con él."  The Chaser puso muchos indicios deliberados de que la caravana no era genuina, particularmente en las credenciales falsas utilizadas por el equipo. Los pases de seguridad de los miembros decían JOKE, Insecurity, y es bastante obvio que este no es un pase real de manera claramente visible, mientras que las calcomanías de APEC 2007 Official Vehicle incluían tanto el nombre de la serie como el texto. También incluían frases humorísticas del estilo a este tipo le gustan los árboles y la poesía y ciertos tipos de plantas carnívoras lo excitan. Además, algunos de los corredores sostenían cámaras de video y uno de los motociclistas llevaba jeans, ambos  inusuales en una caravana oficial.

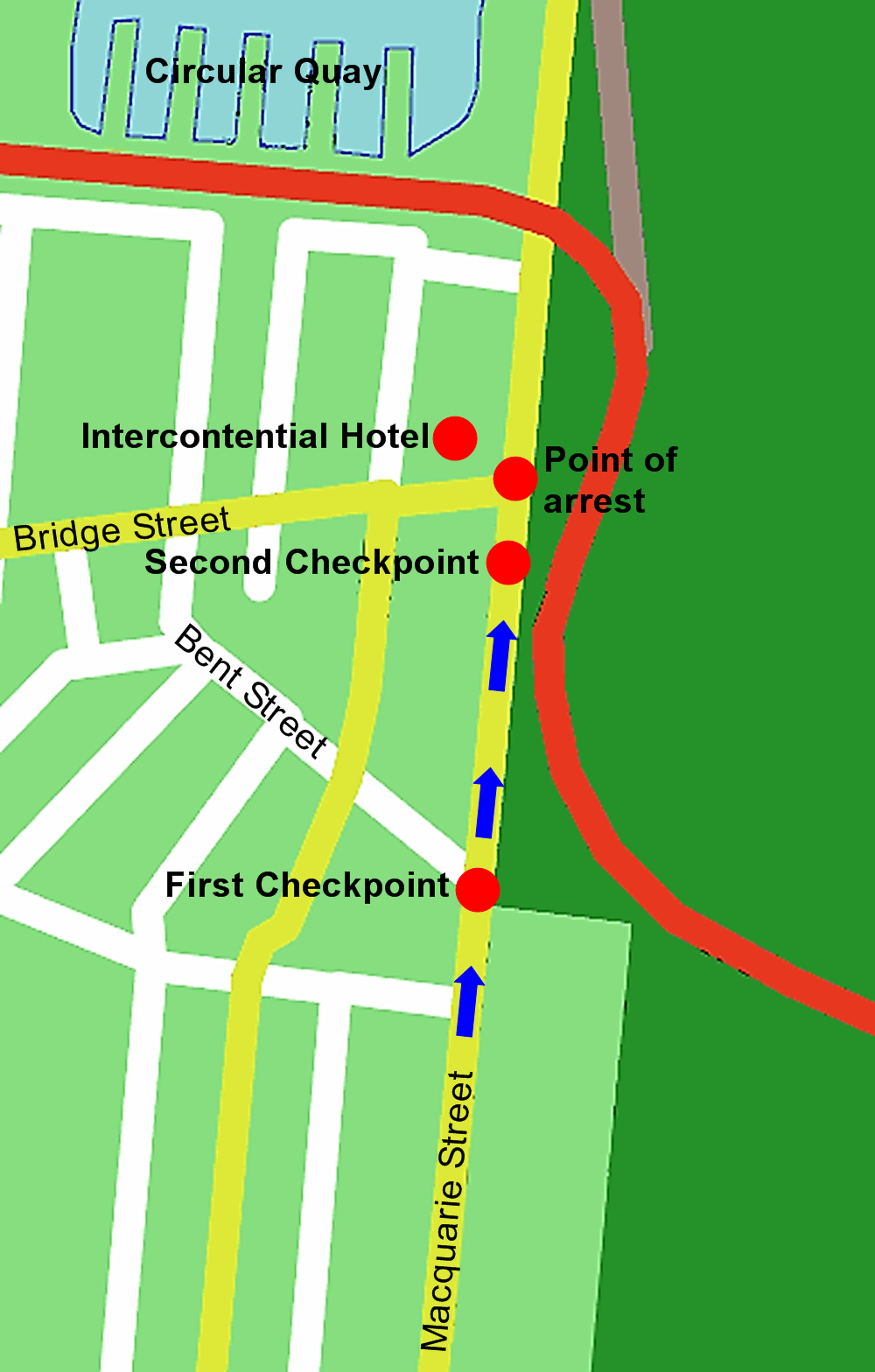
Mapa de la ruta de la caravana, indicada por las flechas azules.

A las 11.30 a. m. (AEDT), la caravana comienza a desplazarse hacia el área cercada en la intersección de las calles Bent y Macquarie. Los vehículos se detuvieron en una luz roja. La policía advirtió la presencia de la caravana, dándole indicaciones hacia el puesto de control. El convoy atravesó el primer punto de control sin inspección y avanzó en dirección norte hacia un segundo punto de control de seguridad en la "zona roja" prohibida, justo antes de Bridge Street. Ambos motociclistas ya se habían separado de la caravana, que pudo pasar a través del segundo punto de control de la policía. Pudo entrar todavía más adentro del área restringida antes de detenerse afuera del Hotel InterContinental.  
Morrow ordenó a la caravana que girara en la intersección de Bridge Street porque se dio cuenta de que había avanzado más de lo esperado y los agentes de policía no iban a detenerlos.  Después de girar parcialmente la caravana, Licciardello salió a la calle y se quejó, en el carácter de Bin Laden, por no haber sido invitado a la Cumbre APEC. En este punto, la policía solicitó la identidad de Morrow. Después de inspeccionar su pase falso, los oficiales se dieron cuenta de que Morrow era de The Chaser y detuvieron a los once miembros de la caravana. Sorprendentemente, como lo señaló el equipo en su programa de televisión, los oficiales inicialmente ignoraron a Licciardello (Osama Bin Laden) y solo arrestaron a Morrow.    
Los participantes arrestados fueron trasladados de inmediato a la estación de policía de Surry Hills, donde fueron interrogados y acusados de ingresar a un área que había sido prohibida en virtud de la Ley de reuniones de APEC (poderes policiales) de 2007 . Todos fueron puestos en libertad bajo fianza para comparecer ante el tribunal el 4 de octubre de 2007. Según la nueva legislación, los miembros de la tripulación enfrentarían una pena máxima de seis meses de prisión si eran condenado y de hasta dos años si estuvieran en posesión de un "artículo prohibido".

## Repercusiones
Tras la violación del área restringida de APEC, las acciones de The Chaser se dieron lugar a un intenso debate entre secciones en los medios de comunicación, entre altos oficiales de policía y entre  ministros del gobierno. 

### Respuesta pública
A pesar de la fuerte condena de algunos funcionarios, el truco fue generalmente bien recibido por el público. Un corresponsal en Sídney de la British Broadcasting Corporation declaró que los miembros del equipo de Chaser se habían convertido en "héroes populares" después de la broma, mientras que según una encuesta en línea del Sydney Morning Herald  el 87% de los 28,451 encuestados encontraron la broma "divertida".
Sin embargo, ABC recibió más de 250 quejas, que superaron las 177 presentaciones positivas. Un portavoz de la emisora a nivel nacional dijo que estos resultados fueron engañosos porque las personas que disfrutan del programa generalmente no hacen comentarios. Alrededor del 80% de las personas que llamaron a la radio en todo el país apoyaron a The Chase y un tercio de todas las llamadas relacionadas con APEC mencionaron la broma.

### Reacciones políticas
Muchos políticos y funcionarios criticaron la broma. Los representantes de la fuerza policial en Sídney se encontraron  entre los más severos y el comisionado de policía de Nueva Gales del Sur, Andrew Scipione, jefe de la principal agencia de seguridad de APEC, se enojo porque los comediantes corrieron el riesgo de haber sido disparados por francotiradores de la policía, que "claramente ... están allí es por seguridad, no para montar un espectáculo."  En respuesta, Licciardello expresó su fe en la capacidad profesional de los francotiradores: "Son personas altamente capacitadas y competentes y no van a dispararle a las personas si están en un traje de Osama bin Laden si claramente no representan una amenaza ".
Muchos políticos, en su mayoría miembros del gobierno laborista de Nueva Gales del Sur, reaccionaron a la violación de seguridad con preocupación e inquietud. El ministro de policía, David Andrew Campbell, expresó su decepción y preocupación por el truco, argumentando que había "21 líderes mundiales llegando a la ciudad al mismo tiempo y que debe tomarse en serio". Luego, el primer ministro de Nueva Gales del Sur, Morris Iemma, dijo que si bien era fanático del espectáculo, los involucrados tendrían que enfrentarse a la fuerza de la ley. El entonces líder de la oposición federal Kevin Rudd, también del Partido Laborista, expresó preocupaciones similares y dijo que "soy un fanático de The Chaser ... pero creo que estos muchachos han cruzado la línea ".
Alexander Downer, ministro de Asuntos Exteriores del gobierno de coalición de Australia, se mostró divertido cuando se le pidió que comentara sobre el incidente. Dijo que los arrestos demostraron que el sistema de seguridad había funcionado correctamente y agregó que " pienses lo que pienses del humor de The Chaser ... claramente no iban a dañar a nadie de manera física."  El incidente también generó debate durante el turno de preguntas en el Senado.

### Reconocimiento internacional
La violación de seguridad en APEC captó la atención internacional y fue aclamada por algunos sectores. Un periódico local en Canadá vio el lado humorístico, a pesar de que los bromistas se habían hecho pasar por funcionarios canadienses. En los Estados Unidos, las críticas de los medios fueron mixtas. Los lectores de noticias de redes estadounidenses como Fox News Channel, National Broadcasting Company y CBS Broadcasting "alzaron las cejas" o "tenían una sonrisa en la cara por el truco". Después de las altas calificaciones para el episodio y el reconocimiento internacional derivado del truco, el programa comenzó a proyectarse en países como Israel, Corea del Sur y Nueva Zelanda; y otros países, especialmente en el Medio Oriente, comenzaron a negociar con el ABC. La broma fue nombrada Mejor Momento de Televisión en los Premios MTV Australia 2008 . El erudito australiano Niall Lucy analiza el significado político de la broma como un acto importante de deconstrucción en su libro Pomo Oz: Miedo y asco hacia abajo .

### Actualidad
El 6 de septiembre de 2007, el tabloide de actualidad Today Tonight  del Seven Network emitió una historia titulada "tontos peligrosos", dedicados específicamente al truco APEC. La anfitriona Anna Coren afirmó que The Chaser estaba malgastando el dinero de los contribuyentes y que "necesitará más de esos fondos [en costos legales para el ABC financiado por el gobierno] para defender sus acciones en los tribunales". Coren afirmó que los jefes de ABC eran demasiado arrogantes para responder a las preguntas del programa. Un comentarista de medios entrevistado en el informe condenó el truco de APEC como "exagerado", y dijo que no podía ver el humor. Un experto en seguridad presentó su punto de vista, diciendo que había un grave riesgo de lesiones, no solo para los miembros de la tripulación, sino también para los espectadores fuera de la zona de seguridad, a pesar de que la violación fue descubierta por agentes de policía dentro del área prohibida.  
Today Tonight  criticó el enfoque de The Chaser con respecto al evento APEC, describiendo la broma como '[estiramiento] de los límites'. El programa citó los comentarios de radio de Morrow, que había declarado que quería "un truco que realmente pueda llegar a los titulares en todo el mundo" como evidencia de irresponsabilidad. El programa también presentó a Craig Reucassel de The Chaser respondiendo preguntas y afirmando que los comediantes "apenas lamentaban" sus acciones. Irónicamente, el informe fue realizado por Dave "Sluggo" Richardson, conocido por su historia falsa " In Barcelona Tonight "; pero Richardson, a diferencia de los miembros de The Chaser, no había superado obstáculos en su broma.  
A Current Affair, de la cadena rival Nine Network también tuvo una emisión al respecto. Uno de sus camarógrafos había estado durante el desarrollo de la broma y pudo capturarlo con su cámara. La emisión se centró en la incompetencia de la policía y el personal de seguridad, en contraste a Today Tonight que criticó las acciones de The Chaser. Habló de que el grupo había logrado "juntar en el mismo lugar y al mismo tiempo al hombre más poderoso del mundo y al más buscado" refiriéndose a George W. Bush y Bin Laden.

### Acciones legales
Después de ser arrestados e interrogados por  la policía, los once participantes (ocho miembros del equipo de  producción de The Chaser's War on Everything y tres conductores contratados) fueron acusados de "ingresar a un área restringida sin una justificación especial" en virtud de la Ley de la APEC Meeting (Police Powers) 2007  Se le otorgó la libertad bajo fianza a los 11, con la condición de que se abstengan de ingresar a cualquiera de las áreas seguras de APEC, y se les ordenó comparecer en el Tribunal Local del Centro Downing el 4 de octubre de 2007. Los acusados fueron Esteban Alegría, Nathan Earl, Giles Hardie, Lauren Howard, Mark Kordi, Chas Licciardello, Geoffrey Lye, Alexander Morrow, Julian Morrow, Rodrigo Pena y Benson Simpson. Después de numerosos aplazamientos, todos los cargos fueron retirados por el director de Procesamientos Públicos (DPP) de Nueva Gales del Sur el 28 de abril de 2008.
Se juzgo que la policía, al no darse cuenta de que las insignias de seguridad presentadas eran falsas, le había dado permiso "tácito" al grupo para que ingresara a la zona restringida. Además, las acciones de la policía, que no sabía dónde, exactamente, comenzaba el área legalmente restringida, hicieron que los miembros del equipo de The Chaser avanzaran más dentro de la zona de seguridad de lo que pretendían o se daban cuenta. Esto significaba que su incumplimiento de la ley había sucedido en gran parte debido a un error de hecho exculpante por parte de Morrow, que tenía la intención de terminar el truco antes de cruzar a territorio restringido, pero que no recibió indicaciones explícitas sobre dónde comenzó ese territorio, y fue de hecho, la policía lo agitó aún más. El ABC dio la bienvenida a este desarrollo; Morrow comentó: "Creo que es genial que no se haya hecho justicia". La policía no se disculpó.
El DPP argumentó que nunca fue la intención de The Chaser violar la seguridad y que pudieron ingresar al área restringida solo por los errores de la policía. Las leyes promulgadas para la cumbre significaron que la entrada a la zona restringida necesitaba una justificación, que podría incluir el permiso de la policía. El DPP declaró que al hacer pasar al cazador, habían otorgado permiso para estar en la zona restringida. Una defensa adicional estaba disponible: todos los miembros acusados, excepto Morrow, podían argumentar que estaban presentes para fines relacionados con el trabajo, y parte de su empleo consistía en estar con Morrow, quien dirigía el truco.

### Índices de audiencia
Con todo el entusiasmo y la atención que los medios le dirigieron a este truco, el siguiente episodio de The Chaser's War on Everything el 12 de septiembre de 2007, inicialmente destinado a llamarse The Chaser's War on APEC, fue la calificación más alta del programa. En Australia hubo un total de 2.981 millones de espectadores: 2.245   millones de espectadores en las ciudades capitales y 736,000 espectadores regionales. Este sorprendente éxito lo convirtió en el programa de televisión ABC1 más visto desde 2000, y rompió el récord del programa de 1.491 millones de espectadores en las ciudades capitales, establecido por el episodio anterior.
El episodio del 12 de septiembre fue descargado un millón de veces del sitio web de ABC, y a fines de febrero de 2008 fue nominado para el premio internacional de televisión Rose d'Or a la comedia, en nombre de The Chaser's War on Everything . La broma ganó el "Premio al momento televisivo" en los MTV Australia Video Music Awards 2008, y el programa de Nine Network, Pranks and Pranksters la clasificó primero en su lista de "mejores bromas en la historia de Australia".

### La respuesta de The Chaser
Después de la violación exitosa de la seguridad de APEC, los comediantes expresaron su desconcierto ante la incompetencia de las fuerzas de seguridad. Morrow y Reucassel fueron a la radio para aumentar las reacciones iniciales que habían transmitido en el episodio del 12 de septiembre de The Chaser's War on Everything .  Morrow señaló que, si bien planearon la broma exhaustivamente, lo único que "el éxito fue algo para lo que no planearon"; los participantes estaban confundidos por el permiso inesperado para ingresar al área y no estaban seguros de cómo proceder; claramente sentían peligro, pero la atmósfera era realmente muy tranquila y tenue.
Licciardello declaró que no sabían que habían entrado en la zona roja y que había "recibido el consejo de nuestros abogados que nos decían: 'NO entren en la zona roja. Puedes entrar en la zona verde si te lo permiten, pero NO entres en la zona roja. "  Dijo que ellos "estaban absolutamente seguros de que nunca pasaríamos el primer punto de control". Declaró que entraron en pánico cuando se dieron cuenta, agregando que era una "broma estúpida que fracasó". Morrow dijo que el propósito del truco era "un intento de satirizar de manera tonta la seguridad muy fuerte y el giro que rodeaba esa seguridad, era una prueba del viejo adagio de que si quieres entrar en algún lugar, la mejor manera es la correcta. a través de la puerta principal. No quería que el truco ocurriera de una manera que resultara en el arresto de personas. Si cometimos un error y cruzamos la zona verde, me arrepiento mucho de eso ".  Dijo que la única razón por la que se hicieron pasar por Bin Laden fue porque necesitaban una broma para salir adelante y siempre asumieron que nunca habrían pasado la seguridad.

## Otras bromas
Además de violar la seguridad de APEC, que fue la  broma más importante, el equipo realizó otras bromas en la Cumbre APEC que recibieron mucha menos cobertura en los medios. 

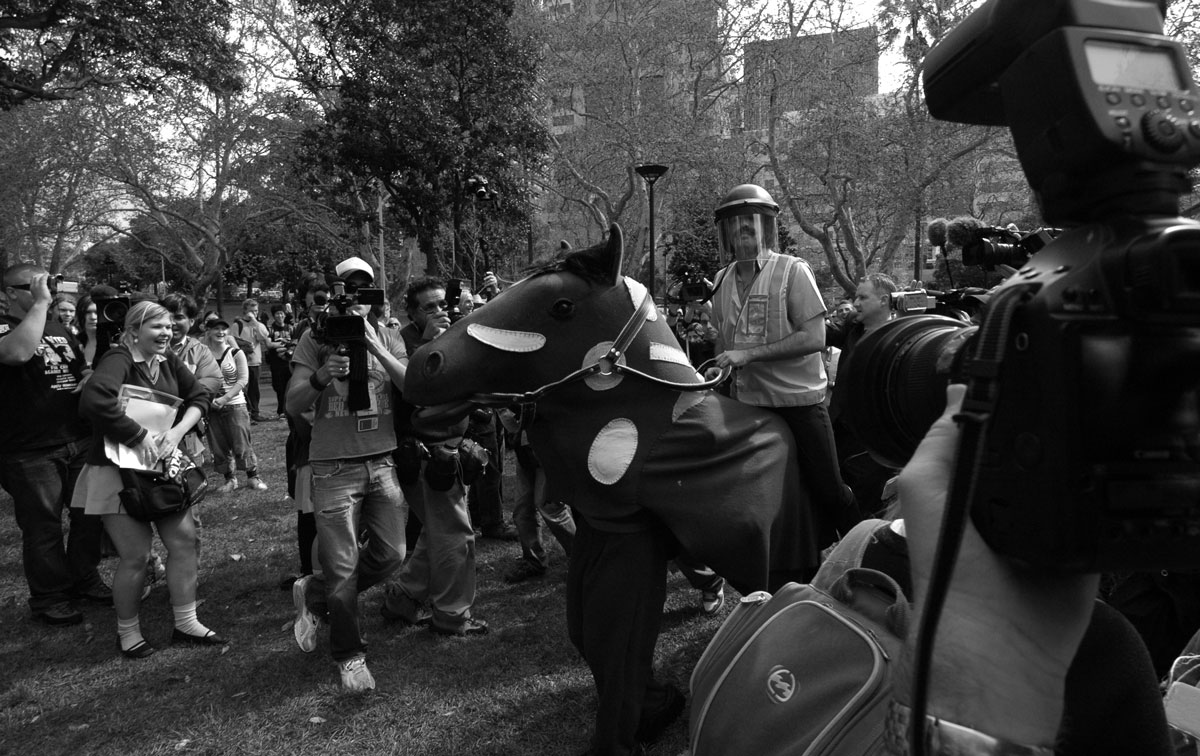
Chris Taylor se sube al caballo pantomima.

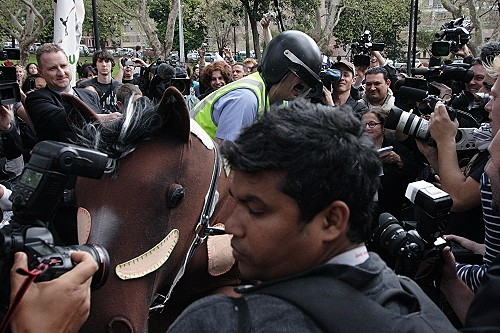
Taylor desmonta del caballo.

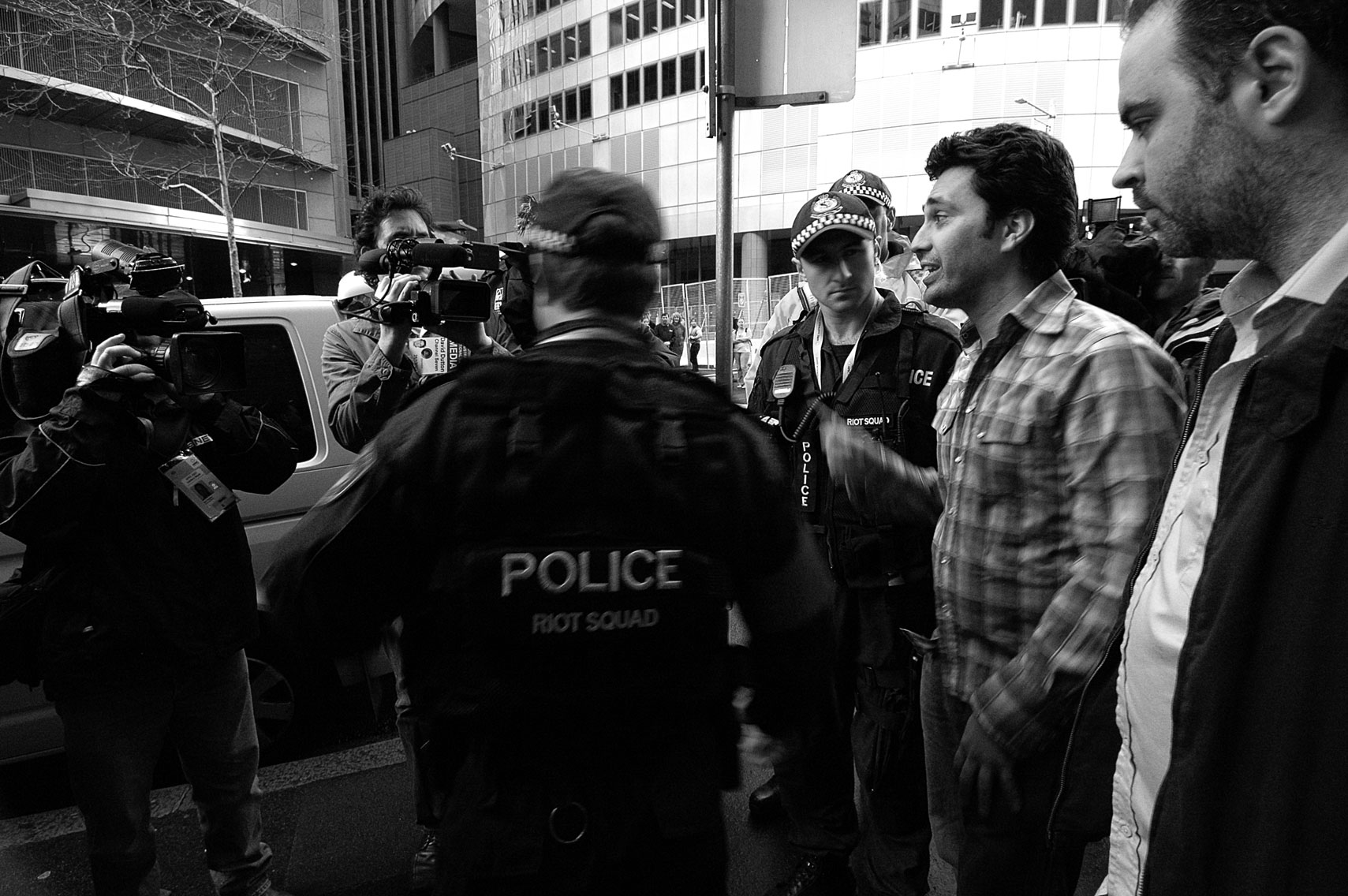
La caravana de cartón The Chaser: Chris Taylor y Dominic Knight (derecha) son interrogados sobre el truco, con los medios mirando.

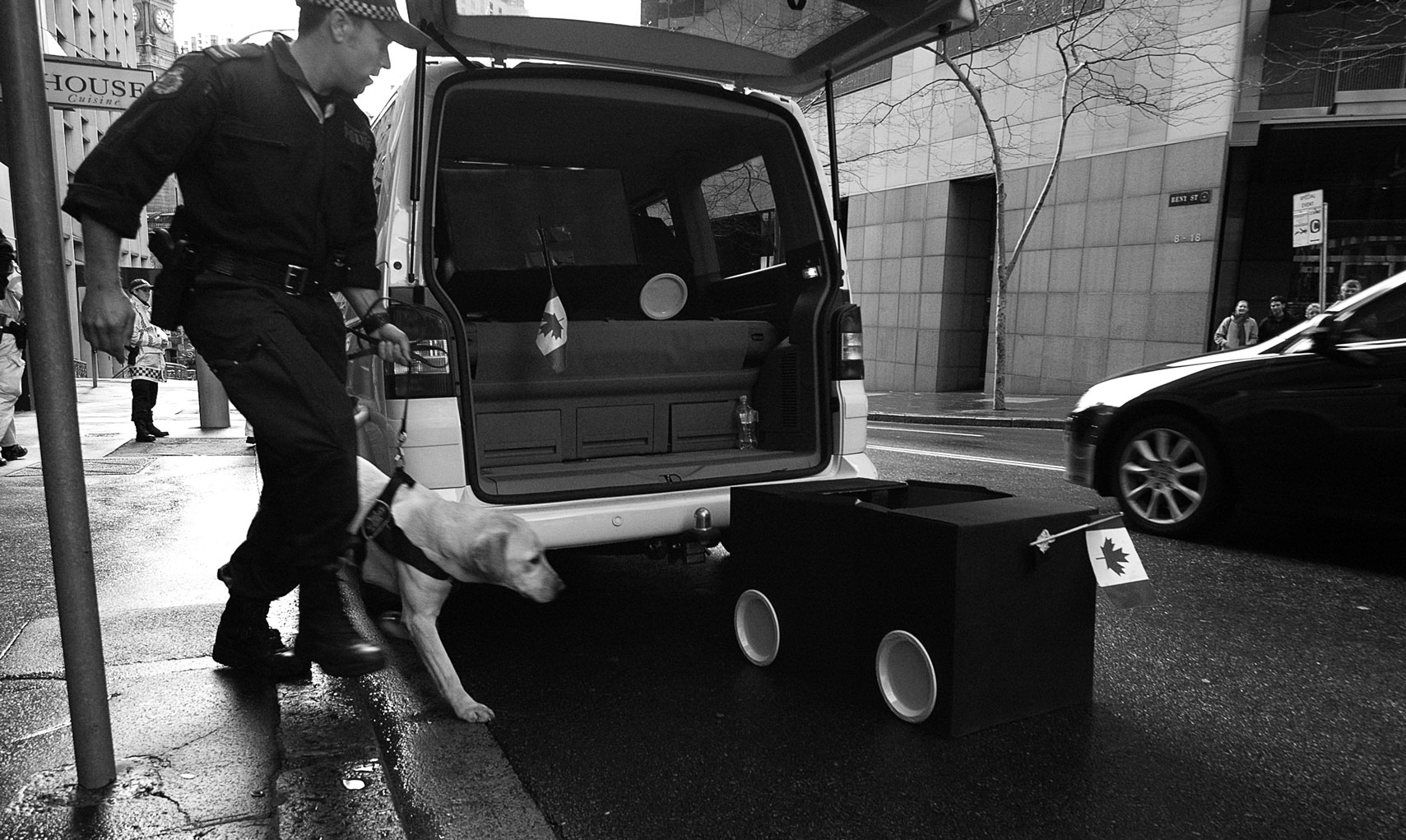
La caravana de cartón The Chaser: la policía investiga la caravana de cartón utilizada por uno de los miembros del Chaser involucrados.

El 5 de septiembre de 2007, Chris Taylor, montado en un caballo de pantomima, se enfrentó a agentes de policía, que estaban a pie, y les preguntó si necesitaban refuerzos contra los manifestantes de APEC. Cuando su oferta fue rechazada, Taylor dio un paseo al caballo de todos modos, y fue recibido por curiosos y personal de los medios.  Posteriormente, los agentes de policía le pidieron que se quitara la ropa para examinarla, ya que parecía un uniforme de policía; pero no se presentaron cargos de hacerse pasar por policías. La referencia fue al brote de gripe equina, que obligó a los agentes de policía a enfrentar a los manifestantes de APEC a pie. Este truco se transmitió en el episodio del 12 de septiembre de 2007.  

### Caravana canadiense de cartón
El 7 de septiembre de 2007, tras la violación de seguridad del día anterior, Taylor, Reucassel, Knight y su equipo de filmación fueron detenidos e interrogados por una broma que siguió al traspaso. Este incidente implicó correr cerca e intentar ingresar a la zona protegida de APEC con carros de cartón montados con banderas canadienses, en referencia al uso anterior de las banderas para disfrazar la violación exitosa por la caravana real. La policía no tuvo más remedio que liberar a todos los miembros involucrados en este truco, ya que estaban fuera del área prohibida. Este truco también se transmitió en el episodio del 12 de septiembre.  

### Ropa para la foto APEC
Poco antes del 5 de septiembre de 2007, Reucassel se acercó a varios miembros del personal de seguridad de APEC y les ofreció una selección de ropa, inspirada en la fotografía oficial tradicional de todos los líderes vistiendo trajes a juego.  Esta broma se transmitió el 5 de septiembre de 2007.  

### Asesinato de Hu Jintao
Poco antes del 12 de septiembre de 2007, como parte de la visita del presidente chino Hu Jintao a Australia, Reucassel fue al consulado chino y les pidió que le pagasen por adelantado por las balas que iba a usar para asesinar a Hu, haciendo referencia a la política de China de exigir familia de un preso condenado a pagar las balas utilizadas en la ejecución de su pariente.  Este truco se transmitió en el episodio del 12 de septiembre de 2007.  

### Controles de seguridad APEC
Poco antes del 5 de septiembre de 2007, Licciardello, vestido como un oficial de policía, realizó controles y aplicó procedimientos de seguridad al azar entre miembros del público para demostrar la glorificación de las duras medidas de seguridad de APEC.  Estos procedimientos incluyeron un cacheo aleatorio, tomar muestras de cabello, decirle a los pasajeros de los tranvías en Melbourne que se pusieran de pie y girar la cabeza, y erigir áreas seguras en baños públicos y cerca de escaleras mecánicas. Cuando Licciardello fue abordado por oficiales de seguridad reales, dijo que todas estas medidas estaban "clasificadas".  Este truco se transmitió el 5 de septiembre de 2007.  

### Llamada falsas a la radio
El 10 de septiembre de 2007,  Licciardello llamó a una estación de radio fingiendo ser otra persona para quejarse de la broma, alegando que era estúpida y que cualquier persona involucrada con ABC, incluido Kerry O'Brien, debería ser encarcelada por diez años. Esta broma se transmitió en el episodio del 12 de septiembre de 2007, y Licciardello dijo que deseaba haber hecho la llamada la noche de la violación de seguridad porque la conversación de radio de talkback ya no se habría calmado.   

### Intento de entrada de RSL
En algún momento entre el 6 y el 12 de septiembre de 2007, Licciardello y Morrow intentaron ingresar a un edificio de la Liga de Regresados y Servicios (RSL) utilizando los mismos pases falsos que les habían permitido ingresar al área restringida. El gerente no los dejó entrar, lo que era una prueba, según el equipo, de que "los RSL son más difíciles de ingresar que APEC".   Se transmitió en el episodio del 12 de septiembre de 2007.  Sin embargo, en el comentario en DVD del episodio, The Chaser declaró que en realidad se les permitió entrar en muchos edificios de RSL con los pases falsos. Afirmaron que actuar como si uno estuviera destinado a estar presente suele ser suficiente.  

### Espectáculo de fuegos artificiales
El 8 de septiembre de 2007, los miembros de Chaser Taylor y Andrew Hansen lanzaron una exhibición de fuegos artificiales para competir con la exhibición oficial de fuegos artificiales de APEC, que solo fue vista por los funcionarios que asistieron al evento. Las dos pantallas estaban cerca una de la otra, con los fuegos artificiales oficiales siendo lanzados en el Sydney Harbour Bridge y los fuegos artificiales rivales siendo disparados desde Woolwich. El equipo iluminó una pantalla grande con el texto Screw APEC . La broma se transmitió en el episodio del 12 de septiembre de 2007; y en el comentario en DVD sobre el episodio, Morrow dijo que la exhibición era difícil de organizar y no barata.   

### Animales en el zoológico de Taronga
Poco antes del 5 de septiembre de 2007, Reucassel, equipado con disfraces, entró en el zoológico de Taronga y se hizo pasar por animales nativos australianos,  haciendo referencia a que algunos animales habían sido reubicados temporalmente para ser observados en privado por parte de los cónyuges de los líderes de APEC. La broma se transmitió el 5 de septiembre de 2007.  

### Propuesta para entrar en la zona roja náutica
Se propuso irrumpir en la zona roja náutica, pero el plan no llegó a ejecutarse. Morrow y Licciardello la iban a realizar después de la caravana el 6 de septiembre de 2007. Los planes no pudieron seguir adelante ya que fueron detenidos por la policía después del sorprendente éxito del truco anterior. El plan era violar la seguridad náutica de APEC en botes "divertidos", como una góndola. Licciardello declaró en un episodio de 'Rove Live' que iba a haber otro intento de violar la seguridad de APEC.  